# Símbolos matemáticos
Os símbolos matemáticos, como o nome já diz: ‘‘símbolo’’, são sinais matemáticos, utilizados em cálculos e fórmulas matemáticas. Alguns dos principais símbolos, são:
| Símbolo                                                                    | Significado   |
| -------------------------------------------------------------------------- | ------------- |
| {\displaystyle +}                                                          | Adição        |
| {\displaystyle -}                                                          | Subtração     |
| {\displaystyle \times } ou {\displaystyle \ast } ou {\displaystyle \cdot } | Multiplicação |
| {\displaystyle \div } ou {\displaystyle /}                                 | Divisão       |
| {\displaystyle \pm }                                                       | Mais ou menos |
| {\displaystyle \sum }                                                      | Somatório     |
| {\displaystyle \prod }                                                     | Produtório    |

## Radiciação
| Símbolo                                                        | Significado                        |
| -------------------------------------------------------------- | ---------------------------------- |
| {\displaystyle {\sqrt {}}}                                     | Raiz                               |
| {\displaystyle {\sqrt {a}}} ou {\displaystyle {\sqrt[{2}]{a}}} | Raiz quadrada de {\displaystyle a} |
| {\displaystyle {\sqrt[{3}]{a}}}                                | Raiz cúbica de {\displaystyle a}   |
| {\displaystyle {\sqrt[{n}]{a}}}                                | Raiz enésima de {\displaystyle a}  |

## Logaritmo
| Símbolo                    | Significado                              |
| -------------------------- | ---------------------------------------- |
| {\displaystyle \log }      | Logaritmação                             |
| {\displaystyle \ln }       | Logaritmo neperiano ou logaritmo natural |
| lb                         | Logaritmo binário                        |
| {\displaystyle \log _{b}a} | Logaritmo de a na base b                 |
| {\displaystyle \log a}     | Logaritmo de a na base 10                |

## Sentenciais
| Símbolo                  | Significado                       |
| ------------------------ | --------------------------------- |
| {\displaystyle =}        | Sinal de igual                    |
| {\displaystyle <}        | Menor que                         |
| {\displaystyle >}        | Maior que                         |
| {\displaystyle \leq }    | Menor ou igual a                  |
| {\displaystyle \geq }    | Maior ou igual a                  |
| {\displaystyle \equiv }  | É congruente a                    |
| {\displaystyle \approx } | Aproximadamente igual             |
| {\displaystyle \cong }   | Indica isomorfismo ou congruência |
| {\displaystyle \neq }    | Diferente de                      |

## Conjuntos Numéricos
| Símbolo                      | Significado                      |
| ---------------------------- | -------------------------------- |
| {\displaystyle \mathbb {N} } | Conjunto dos Números Naturais    |
| {\displaystyle \mathbb {Z} } | Conjunto dos Números inteiros    |
| {\displaystyle \mathbb {Q} } | Conjunto dos Números Racionais   |
| {\displaystyle \mathbb {I} } | Conjunto dos Números Irracionais |
| {\displaystyle \mathbb {R} } | Conjunto dos Números Reais       |
| {\displaystyle \mathbb {C} } | Conjunto dos Números Complexos   |

## Cálculo
| Símbolo                                                                      | Significado                                   | Ex:                                                                                   |
| ---------------------------------------------------------------------------- | --------------------------------------------- | ------------------------------------------------------------------------------------- |
| {\displaystyle {\dot {}}} ou {\displaystyle '} ou {\displaystyle d \over dx} | Derivada                                      | {\displaystyle {\dot {x}}} ou {\displaystyle x'} ou {\displaystyle {dy \over dx}}     |
| {\displaystyle \partial }                                                    | Derivada parcial                              | {\displaystyle {\partial y \over \partial x}}                                         |
| {\displaystyle \nabla }                                                      | Nabla ou Gradiente                            |                                                                                       |
| {\displaystyle \int }                                                        | Integral                                      | {\displaystyle \int _{1}^{3}x\,dx} Integral de x, com limites inferior 1 e superior 3 |
| {\displaystyle \iint }                                                       | Integral Dupla                                | {\displaystyle \iint \limits _{D}xy\,dx\,dy} integral dupla de x e y                  |
| {\displaystyle \iiint }                                                      | Integral Tripla                               | {\displaystyle \iiint xyz\,dx\,dy\,dz} integral tripla de x, y e z                    |
| {\displaystyle \oint }                                                       | Integral de uma superfície fechada            |                                                                                       |
| {\displaystyle \lim _{x\to p}f(x)}                                           | Limite de uma função f(x), quando x tende à p |                                                                                       |

## Combinatória
| Símbolo           | Significado |
| ----------------- | ----------- |
| {\displaystyle !} | Fatorial    |
| ?                 | Termial     |

## Números
| Símbolo                 | Significado |
| ----------------------- | ----------- |
| {\displaystyle \infty } | Infinito    |
| {\displaystyle \|~~\|}  | Módulo      |

## Símbolos Especiais
- {\displaystyle \left({\frac {a}{n_{inteiro}}}\right)} - Símbolo de Kronecker
- {\displaystyle \left({\frac {a}{n_{primos}}}\right)} - Símbolo de Legendre
- {\displaystyle \left({\frac {a}{n_{inteiro_{positivos}}}}\right)} - Símbolo de Jacobi
- {\displaystyle \Gamma _{cab}} ou {\displaystyle \Gamma ^{i}{}_{k\ell }} - Símbolos de Christoffel
- {\displaystyle \epsilon _{ijk}} - Símbolo de Levi-Civita
- {\displaystyle {}^{\circ }} - Símbolo de grau
- {\displaystyle {}^{\underline {\circ }}} ou {\displaystyle {}^{\underline {a}}} - Indicador ordinal

## Idade Simbólica
Data de introdução dos Símbolos